# Блу-Маунд (Техас)
Блу-Маунд (англ. Blue Mound) — місто (англ. city) в США, в окрузі Таррант штату Техас. Населення — 2393 особи (2020).

## Географія
Блу-Маунд розташований за координатами 32°51′16″ пн. ш. 97°20′18″ зх. д. / 32.85444° пн. ш. 97.33833° зх. д. (32.854438, -97.338285).  За даними Бюро перепису населення США в 2010 році місто мало площу 1,34 км², уся площа — суходіл.

## Демографія
Згідно з переписом 2010 року, у місті мешкали 2394 особи в 739 домогосподарствах у складі 608 родин. Густота населення становила 1782 особи/км².  Було 792 помешкання (590/км²).
Расовий склад населення:
| - 73,8 % — білих - 1,9 % — чорних або афроамериканців - 1,3 % — азіатів - 0,5 % — корінних американців - 18,9 % — осіб інших рас |

До двох чи більше рас належало 3,6 %. Частка іспаномовних становила 50,2 % від усіх жителів.
За віковим діапазоном населення розподілялося таким чином: 29,7 % — особи молодші 18 років, 61,0 % — особи у віці 18—64 років, 9,3 % — особи у віці 65 років та старші. Медіана віку мешканця становила 32,0 року. На 100 осіб жіночої статі у місті припадало 101,3 чоловіків;  на 100 жінок у віці від 18 років та старших — 97,4 чоловіків також старших 18 років.
Середній дохід на одне домашнє господарство  становив 53 680 доларів США (медіана — 47 174), а середній дохід на одну сім'ю — 53 410 доларів (медіана — 45 978). Медіана доходів становила 34 073 долари для чоловіків та 31 327 доларів для жінок. За межею бідності перебувало 15,0 % осіб, у тому числі 23,2 % дітей у віці до 18 років та 11,5 % осіб у віці 65 років та старших.
Цивільне працевлаштоване населення становило 1351 особа. Основні галузі зайнятості: виробництво — 17,4 %, освіта, охорона здоров'я та соціальна допомога — 17,2 %, транспорт — 10,9 %, роздрібна торгівля — 10,4 %.